# Philoria sphagnicolus
Philoria sphagnicolus là một loài ếch thuộc họ Myobatrachidae. Môi trường sống tự nhiên của chúng là rừng cận nhiệt đới. 